# Sun Yang
Dans ce nom chinois, le nom de famille, Sun, précède le nom personnel.
Pour les articles homonymes, voir Sun.
Sun Yang (chinois simplifié : 孙杨 ; chinois traditionnel : 孫楊 ; pinyin : Sūn Yáng), né le 1er décembre 1991 à Hangzhou en Chine, est un nageur chinois spécialiste des épreuves de nage libre sur longue distance.
Trois fois champion olympique et onze fois champion du monde sur 200 m, 400 m, 800 m et 1 500 m nage libre entre 2011 et 2019, il détenait jusqu'au 4 août 2024 le record du monde du 1 500 m nage libre.
En 2014, il écope de trois mois de suspension après avoir été contrôlé positif à une molécule prohibée lors d'un test antidopage. En février 2020, après la « destruction à coups de marteau » par un membre de son entourage d'un échantillon lors d'un contrôle antidopage inopiné en septembre 2018, le Tribunal arbitral du sport lui inflige une suspension de huit ans. Du fait de la partialité du président du panel d’arbitres, cette décision est cassée. Lors de son nouveau jugement en juin 2021, il voit sa peine finalement réduite à 4 ans et trois mois de suspension.

## Biographie

### Débuts
Sa première grande compétition internationale sont les Jeux olympiques de Pékin (Chine) en 2008. Âgé de seulement 16 ans, il se classe 28e du 400 m nage libre et 8e de la finale du 1 500 m nage libre. L'année suivante, aux Championnats du monde à Rome (Italie), il décroche sa première médaille internationale : le bronze sur 1 500 m nage libre. Il est également 18e du 800 m nage libre.

### 2010-2011
Lors des Jeux asiatiques qui se déroulent à Canton (Chine), il décroche l'or sur le 1 500 m nage libre avec un nouveau record d'Asie en 14 min 35 s 43 puis sur le 4 × 200 m nage libre avec le relais chinois. Il décroche également l'argent sur le 200 et le 400 m nage libre derrière Park Tae-hwan.
L'année suivante, il participe aux Championnats du monde à Shanghai (Chine). Il gagne l'or sur le 800 et le 1 500 m nage libre devant le Canadien Ryan Cochrane en établissant le nouveau record du monde sur le 1 500 m,. Lors du 400 m nage libre, il arrive second de la finale derrière Park Tae-hwan. Pour finir, il obtient le bronze lors du relais 4 × 200 m nage libre avec l'équipe chinoise.

### Jeux olympiques de 2012
À Londres (Royaume-Uni), il repart avec 4 médailles dont 2 titres olympiques. Tout d'abord, il est sacré champion olympique sur le 400 m nage libre en établissant le nouveau record olympique et asiatique en 3 min 40 s 14 puis sur le 1 500 m nage libre avec le nouveau record du monde en 14 min 31 s 02. Sur le 200 m nage libre, il est deuxième ex aequo avec le Coréen Park Tae-hwan juste derrière le Français Yannick Agnel avec le nouveau record de Chine en 1 min 44 s 93. Avec le relais chinois, il décroche la médaille de bronze du 4 × 200 m nage libre.

### Championnats du monde 2013
Aux Championnats du monde 2013, il remporte trois titres sur les distances du 400 m, 800 m et 1 500 m nage libre ainsi qu'une médaille de bronze au relais 4 × 200 m nage libre.

### Saison 2018
Lors des Jeux asiatiques de 2018 à Jakarta, il remporte tous les titres en nage libre, de celui du 200 m jusqu’à celui du 1 500 m.

### Saison 2019
Lors des championnats du monde 2019 à Gwangju (Corée du Sud), il remporte son quatrième titre mondial au 400 m nage libre en s'imposant en 3 min 42 s 44, et son deuxième titre mondial en 200 m nage libre en 1 min 44 s 93.

### Comportement extra-sportif et contrôle positif
En fin d'année 2013, son comportement hors des bassins est repris par les médias. Sun Yang est condamné à sept jours de détention et une amende pour conduite sans permis de conduire après avoir heurté un bus au volant d'une Porsche Cayenne sans provoquer de dommages physiques à Hangzhou. Cela fait suite à une « expulsion temporaire de son centre d'entraînement et une romance avec une hôtesse de l'air très mal vue par son encadrement ». Cet épisode d'accident de voiture n'est pas sans conséquence sportive puisque la fédération chinoise de natation le suspend et déclare qu'« il est privé de toutes les compétitions en Chine et à l'étranger ; de l'entraînement avec l'équipe nationale ; et de toutes les activités sociales et commerciales impliquant l'équipe nationale ».
L'agence officielle Chine nouvelle annonce, une fois sa suspension achevée, qu'il a été contrôlé positif à la trimétazidine lors d'une analyse antidopage en juillet 2014, et suspendu trois mois. Sun déclare que la trimétazidine lui a été prescrit pour traiter sa palpitation depuis 2008, et qu'il n'est pas au courant de son ajout sur la liste des interdictions. Le nageur français Camille Lacourt l'accuse cette même année ouvertement de dopage « Ça me donne envie de vomir. Je suis très triste de voir mon sport évoluer de cette façon. Ça me dégoûte de voir des gens qui ont triché sur les podiums. Sun Yang, il pisse violet ! ». En janvier 2015, l'Agence mondiale antidopage déclasse la trimétazidine depuis « stimulant » en « modulateur pour le métabolisme cardiaque ». « Sun a montré avec suffisamment d'évidence qu'il n'avait pas l'intention de tricher, ce qui aide à réduire sa suspension en 3 mois ». Un journaliste australien a aussi estimé que « Yang n'a pas triché intentionnellement ».
Lors des Championnats du monde de natation 2015 à Kazan, il est inscrit à quatre épreuves individuelles de nage libre : le 200 m, le 400 m, le 800 m et le 1 500 m. Il termine 2e du 200 m, derrière James Guy, et remporte les 400 m et 800 m, ce dernier devant Gregorio Paltrinieri. Pour le 1 500 m, Sun ne se présente pas, au tout dernier moment en chambre d'appel, laissant ce faisant Gregorio Paltrinieri l'emporter. Peu après cette épreuve, il reçoit néanmoins devant les spectateurs de la Kazan-Arena, le prix FINA de Meilleur nageur masculin des Championnats pour ses trois médailles.
Sun Yang est suspecté de s'être soustrait à un contrôle antidopage lorsqu'un membre de son entourage a détruit un échantillon à coups de marteau lors d'un contrôle inopiné en septembre 2018,. La FINA a invoqué un vice de forme et a permis au nageur d'échapper à une sanction. L'Agence mondiale antidopage a néanmoins fait appel auprès du Tribunal arbitral du sport.
À la suite de sa victoire sur 400 mètres nage libre aux mondiaux de natation 2019, le deuxième de l'épreuve, l'Australien Mack Horton, refuse de rester sur le podium avec Sun Yang. Il reçoit un avertissement de la FINA pour son geste[réf. nécessaire], mais est applaudi par de nombreux autres nageurs qui le soutiennent. Le Britannique Duncan Scott, médaille de bronze sur le 200 mètres nage libre, a lui aussi refusé de rester sur le podium avec Sun Yang, vainqueur, de lui serrer la main et de figurer avec lui pour la séance photo, ce qui énerve Sun Yang.
En février 2020, le Tribunal arbitral du sport (TAS) rend son verdict et lui inflige la peine maximale : 8 ans de suspension. Ses résultats aux championnats du monde 2019 ne sont pas annulés,. Les nageurs Camille Lacourt, Mack Horton, Chad le Clos et Adam Peaty rendent publique leur satisfaction après cette décision,. Sun Yang annonce faire appel de cette suspension. Le 23 décembre 2020, le Tribunal fédéral suisse annule la décision du TAS, notant qu'un des trois juges-arbitres ne présente pas tous les gages indispensables d'impartialité. Le TAS va donc de nouveau devoir se pencher sur l'affaire et prononcer une nouvelle décision.
En juillet 2021, le TAS annonce un nouveau verdict après que le premier jugement a été cassé : quatre ans et trois mois de suspension au lieu des huit initialement proposées. À la suite de cette décision, Sun Yang indique se préparer pour disputer les Jeux olympiques à Paris en 2024 alors qu'il aura de nouveau la possibilité de concourir à partir de mai 2024. Début septembre 2023, il réitère son ambition de participer aux Jeux olympiques à Paris en 2024 : « Personnellement, je n'ai jamais dit que je prenais ma retraite ou que je renonçais. Je n'aurais peut-être pas changé à ce point ni mûri si vite, si je n'avais pas vécu ces difficultés et ces déboires.» En décembre 2023, la Fédération chinoise indique que les critères de qualification pour les Jeux olympiques de 2024 se basent sur des performances réalisées au plus tard en avril 2024, ce qui empêche Sun Yang de pouvoir espérer obtenir une sélection.

## Palmarès

### Jeux olympiques d'été
| Épreuve / Édition    | Pékin 2008        | Londres 2012                  | Rio 2016             |
| 200 m nage libre     | -                 | Argent 1 min 44 s 93          | Or 1 min 44 s 65     |
| 400 m nage libre     | 28e 3 min 50 s 90 | Or 3 min 40 s 14 (AN, NR, RO) | Argent 3 min 41 s 68 |
| 4 × 200 m nage libre | -                 | Bronze 7 min 6 s 30           | -                    |
| 1500 m nage libre    | 8e 15 min 5 s 12  | Or 14 min 31 s 02 (RM)        | -                    |

### Championnats du monde de natation
| Épreuve / Édition    | Rome 2009             | Shanghai 2011          | Barcelone 2013      | Kazan 2015           | Budapest 2017    | Gwangju 2019     |
| 200 m nage libre     | -                     | -                      | -                   | Argent 1 min 45 s 20 | Or 1 min 44 s 39 | Or 1 min 44 s 93 |
| 400 m nage libre     | -                     | Argent 3 min 43 s 24   | Or 3 min 41 s 59    | Or 3 min 42 s 58     | Or 3 min 41 s 38 | Or 3 min 42 s 44 |
| 800 m nage libre     | -                     | Or 7 min 38 s 57       | Or 7 min 41 s 36    | Or 7 min 39 s 96     |                  |                  |
| 1500 m nage libre    | Bronze 14 min 46 s 84 | Or 14 min 34 s 14 (RM) | Or 14 min 41 s 15   | -                    |                  |                  |
| 4 × 200 m nage libre | -                     | Bronze 7 min 5 s 67    | Bronze 7 min 4 s 74 | -                    |                  |                  |

## Records

### Records d'Asie
- Il bat le record du 1 500 m nage libre asiatique avec un temps de 14 min 35 s 43 (en 2010).